# 星野スミレ
- 藤子不二雄（連載） > 藤子・F・不二雄（著作） > ドラえもん > 登場人物 > 星野スミレ
- 藤子不二雄（連載） > 藤子・F・不二雄（著作） > パーマン > 星野スミレ

星野 スミレ（ほしの スミレ）は、漫画『パーマン』および漫画『ドラえもん』に共通して登場する架空の人物。『パーマン』にメインキャラクターのパーマンの1人「パーマン3号（パー子）」として登場し、『ドラえもん』にも脇役としてほぼ一貫した設定で登場する（時系列は異なる）。

## 『パーマン』での星野スミレ

### 星野スミレとして
美少女アイドル歌手として幅広い世代に絶大な人気を誇る。年齢は須羽ミツ夫と同じ年なら11歳前後。歌番組のほか数々のCMやドラマなどに出演している、年収数千万円（平成劇場版では数億円）とも噂される売れっ子であり、女優として映画出演歴も持つ。小学生ながら分刻みのスケジュールで動く多忙な毎日を過ごしており、移動中の自動車の中で居眠りすることもしばしばだが、学業もおろそかにせず見事両立させている。
人気を呼ぶ一方で、学校にいても街を歩いていても常にアイドルとして特別扱いされてしまい、本当の自分を見てもらえず友達ができないことを寂しく思っている。
原作では家は大財閥かと疑うほどの超大邸宅で家族やお手伝いさんと同居している。シンエイ版アニメではニューヨークに住む両親と離れてマンションで一人暮らしをしているなど孤独な描写をより強めている。マンションの部屋にはマネージャーと思われる女性が頻繁に出入りしており、同居もしくは身の回りの世話をしていると思われる。またペットとしてダックスフント・ロングが確認されている。本名不詳、1960年代連載の原作では「鈴木伸子」という設定もあったが、これは本編では一切明かされない。1980年代版ではクラスメートから「星野さん」、母親から「スミレちゃん」と呼ばれているため本名がそのまま芸名になっている可能性がある。苦手なことは料理や裁縫などの家事全般で電気炊飯器で炭の固まりを作ってしまうほどだが、アニメではミツ夫の好物であるホットケーキを作ったり、マフラーを編んだりするシーンも見られ、徐々に上達はしているようである。
4号のパーやんほどではないものの知恵が働く一面もあり、1号が邪な行動をしたりパーマン稼業を怠けたことがバレると巧みな制裁で1号を懲らしめることもある。
1960年代版の原作では、パーマン3号との関連を容易に想像できるような描写はあるが、星野スミレとして直接物語に関わることはなく登場回数も少なく連載では正体も明かされない。これらのキャラクター設定・描写はほぼ1980年代版の原作によるものである。

### パーマン3号（パー子）として
星野スミレのもうひとつの顔が、正義のヒーロー「パーマン」の3人目のメンバー・パーマン3号、通称「パー子」である。
他のパーマンと同様に、ある日現れた異星人バードマンよりパーマンセットを渡され、パーマンに任命された。間に合わせに選ばれた1号・2号とは違い、パーマンとしての基本的な教育も施されている。マスクの色は赤、マントとバッジの色は緑。パーマンとして活動中は、コピーロボットが仕事または学業を担当する。当初は「3号」という番号や「パー子」と呼ばれるのを嫌い「パーレディ」を自称していたが、呼ばれ続けるうちに「パー子」で馴染んでしまったようで、自分でも「パー子」と名乗ることが多くなる。他の3人に比べるとパーマンとしてはこれといった特徴はなく、強敵が登場する回ではやられてしまうことも多い。
パーマンの掟として仲間のパーマン以外に正体を知られることは許されないが、星野スミレの場合はさらに、アイドルであることを知られて特別扱いされることを嫌い、仲間にもその正体を明かすことはない。パーマンマスクを被りパー子に変身するとスミレの時とは一転、短気な性格でおてんばな姿になる。これは性格が変わるというよりも、本来の自分をさらけ出して星野スミレとして抑えていた地の性格が出た素顔であると言える。そうすることでパーマン仲間といるときだけはのびのびできると感じており、スミレでいる時もバッジが鳴って呼び出しがかかるのを心待ちにしている。時折1号や2号から正体がスミレではないかと疑われる。序盤においては力説まがいで否定するが、中盤以降はあえて否定しない事や口が滑り掛けた事もあった。なお1967年放映のアニメ第1作の設定ではスーパーマンが「パーマンたちが素性の分からない仲間と上手くやっていけるか」を見るために、その指示で正体を隠している、ということになっている。
ことある毎に、自身の正体である星野スミレとパー子になりすましたコピーロボットが同行している場面を1号たちも見ており仲がよいと言及し、彼女をだしにつかうあまのじゃくぶりを新アニメ版 (1983–1985) や原作で見せている。特にパーマン1号＝須羽ミツ夫とは頻繁に口げんかをするばかりではなく、ビンタやパンチ、投げ飛ばすなどの暴力に訴えることも多々ある。これは1号が手加減しているのではなく、1号自身が「腕力ではパー子に負ける」と言っている。意地悪な面もあり、パーマン仲間で海へ遊びに行く時、1号が帰りたがらない際には、1号は置いて彼のマントは持って帰る、1号が心酔してる星野スミレ本人であることを利用して篭絡することもしばしば。そのため1号や2号からは常日頃「女の子らしくない」と指摘される。それに応えておしとやかに振る舞おうと努力することもあるが、あまり長続きはしない。アニメではさらにおしゃべり大好きである設定が追加され、そのほとんどが（パーやん曰く「機関銃」「通話料がタダの長電話ならぬ長バッジの」）長く続く世間話のため1号と喧嘩してしまったこともある。
やや頼りないものの正義感と責任感の強いミツ夫に好意を寄せており、ミツ夫が同級生の沢田ミチ子をちやほやするのを見て女の子らしくない自分にコンプレックスを感じることもある。また、ミツ夫が星野スミレの熱狂的なファンであるがゆえに、正体を明かせば一人の普通の女の子として扱われなくなってしまうことを恐れている。原作漫画では直接に好意を示すことはないが、新アニメ版（1983–1985）では好意を抱いているが素直になれない性格を示すことが多々ある。特に最終回「パー子の宝物ってなーんだ？」は、秘密の宝物を特別に見せてあげる、とミツ夫に手鏡を渡し、実は本当の宝物は鏡に映ったミツ夫自身だったという愛の告白をするストーリーであり、原作に比べてラブコメ色を相当に強くしている（特に1号側も稀に彼女を意識している描写も見られた）。
原作最終回「バード星への道（スーパー星への道）」でミツ夫が日本のパーマンの代表としてバード星への留学に旅立つ際、パー子はミツ夫にだけ素顔を見せ、笑顔で送り出した。この描写は1986年のてんとう虫コミックス第7巻発行時に加筆されたものであるが、それ以前に旧アニメ版（1967–1968）の最終回Aパートでミツ夫にだけ素顔を見せる描写がある。
シンガーソングライターの桃井はるこは今でいうツンデレと評している。

## 『ドラえもん』での星野スミレ

### レギュラー回
『ドラえもん』では、大人になった星野スミレが登場する。本作では少女アイドルとしての座は伊藤つばさに譲っているが、映画で主演をつとめるなどスター女優として成長している様がうかがえる。ドラえもん、のび太、さらにはスネ夫、ジャイアンともスミレの大ファンである。
初出は「オールマイティパス」（てんとう虫コミックス15巻）。このときはスターとしての登場のみで『パーマン』との関連は特に見られない。前述の主演映画が確認できるほか、オールマイティパスを使ったのび太・しずかと自宅の豪邸で談話をする。
次に登場する「出前電話」（同19巻）では、星野スミレがテレビで歌う場面が1コマのみ登場し、それを見たのび太が出前電話でスミレを家に呼ぼうとして、ドラえもんに止められた。
「影とりプロジェクター」（同19巻）では、星野スミレの恋人に関して色々な噂があり世間の注目を集めている中で本当のところは謎とされている。二枚目スターの落目ドジ郎に言い寄られ、落目は芸能週刊誌にスミレの熱愛疑惑を吹き込んだり、勝手にスミレの自宅に上がり込むなど付きまといを繰り返していたが、ドラえもんとのび太に追い払われた。スミレはその礼として2人に秘密を明かしており、作中では「遠い遠い国」に好きな人がいることをほのめかすに留めている。
「めだちライトで人気者」（同24巻）では、恋人疑惑について芸能レポーターに追い回されるスミレの姿がある。めだちライトを浴びて同じく追い回されていたのび太と再会し海辺へ誘うが、そこで落としたロケットペンダントには少年時代のミツ夫の写真が収められており、スミレはのび太に「いまは遠い世界に行っているけど。でもいつかきっと帰ってくるわ」と説明する。このことから、ミツ夫がこの時点までバード星から戻っていないことがわかる。
「さかさカメラ」（藤子・F・不二雄大全集11巻）では、ドラえもんがさかさカメラにスミレのブロマイドをセットし、スネ夫の家の庭にスミレの立体映像を映し出してスネ夫を騙した。なお、しずかの発言によるとこの時スミレ本人は映画のロケでフランスに行っていた。この回では『パーマン』との関連は特に見られない。
スミレの登場はこの話が最後であり、以後ミツ夫と再会できたかどうかは描かれることがなかった。『パーマンの真実』（ISBN 4-8470-3088-5、ワニブックス、1993年）では、星野スミレが途中から登場しなくなりトップアイドルの座が伊藤つばさに移っていることから、「ミツ夫がバード星での研修を終えて帰ってきてスミレと結婚。引退」という説が提唱されている。
作品内での時系列は『ドラえもん』が『パーマン』の後になるが、「めだちライトで人気者」が1980年であり、『パーマン』で星野スミレが大きく扱われるようになるのはその3年後の1983年からの連載である。『ドラえもん』で描かれた星野スミレの須羽ミツ夫への想いが、新作の『パーマン』での設定にも反映されるかたちになっている。

### ドラQパーマン
この他、『ドラえもん』にはパーマン1号と一緒にパー子が登場するシーンがある。『パーマン』自体は1979年に特別編『ドラQパーマン』で再登場し（アニメ化は1980年）、ドラえもんやQ太郎らと競演している。そして1983年には先述の通り、再びレギュラー放送でアニメ化と同時に新設定で漫画が連載されている。

### 小説版『ドラえもん のび太と鉄人兵団』
『小説版ドラえもん のび太と鉄人兵団』（瀬名秀明作）では、たまたまのび太たちが「鉄人兵団が襲撃してくる」と子供電話相談室に電話をかけてきたことを知り、かつて出会ったのび太たちの印象と自分自身の経験からそれを信じて、のび太の家を訪れて彼らの状況（2日間行方不明）を知ってそれを確信し、歌を通じて彼らを応援しようとする。ペンダントのことにも触れられており、役作りのとき以外は肌身離さず持っている。

### 映画『STAND BY ME ドラえもん』
映画『STAND BY ME ドラえもん』では本人の登場はないが、現在ののび太の部屋の押し入れの中には「SUMIRE」のポスターが貼られている。また、のび太と静香の結婚式（2人の婚約が14年後の10月25日、のび太の独身最後の日のパーティーが開かれたジャイアンの家の日付が15日ゆえ15年後、もしくは当初のジャイ子との結婚予定であった19年後の未来の4月16日）が行われるプリンスメロンホテルには「星野スミレ ディナーショー 4月23日 18:00 開演」の案内が表示されている。さらにのび太らがその建物に到着する少し前の街中では、大人になりきったスミレの顔写真の「natural 迷わずスミレ肌」の化粧品の広告板も見られる。

## キャラクターデザイン
『パーマン』新旧の原作で、星野スミレの外見上のデザインは基本は同じだが、表現の仕方が大きく異なる。唯一の共通点は上げた前髪を抑えるカチューシャと、後頭部の横に突き出た髪の毛である。当時流行った巻き毛を表現している。
1960年代版の原作では、スミレは他のキャラクターとは異なり少女漫画風の絵柄で描かれていた。髪の毛はベタ・トーンなどの処理はされず、白地に髪の流線を何本か描き込むかたちで表現されている。黒目が大きく、まつげが多い。
1980年代版では、絵柄は他のキャラクターと同様、児童漫画風になっている。顔のパーツは、やや吊り目で黒目がちの大きな目と上向きの尖った鼻で構成されている。
「ドラえもん」でのデザインは前髪を下したロングヘアーで、トレードマークのカチューシャをしたもの。テレビ版ドラえもんでは、シンエイ版第一期「めだちライト」で登場した時は原作とは全く異なり、肩までの髪をカールした物だった。リメイク版第二期「スクープ！のび太と秘密のデート」では、原作に忠実な前髪を下したロングヘアーのデザインだった。

## 声の出演
栗葉子
『パーマン』テレビアニメ第1シリーズ（1967年 - 1968年）
『ドラえもん』「ドラ・Q・パーマン」（1980年4月8日）
横沢啓子
『ドラえもん』「オールマイティーパス」、「影とりプロジェクター」（1979年7月26日、1980年4月30日）
かないみか
『ドラえもん』「めだちライト」、「ニヒキメドジョウ」（1993年5月28日、2002年5月31日）
増山江威子
『パーマン』テレビアニメ第2シリーズ（1983年 - 1985年）
『忍者ハットリくん+パーマン 超能力ウォーズ』以降の『パーマン』映画
『Fキャラオールスターズ大集合 ドラえもん&パーマン 危機一髪!?』
松井菜桜子
『ドラえもん』「オールマイティーパス」、「人気スターがまっ黒け」、「スクープ！のび太と秘密のデート」、「最強！オールマイティーパス」、「星野スミレのひみつの恋」（2005年5月6日、2007年7月13日、2007年7月27日、2016年4月1日、2016年12月31日）